# Thora Hird
Dame Thora Hird (Morecambe, 28 maggio 1911 – Londra, 15 marzo 2003) è stata un'attrice e comica britannica, vincitrice di tre British Academy Television Awards come miglior attrice.

## Biografia
Nata nel Lancashire, ultima di tre figli, debuttò sulle scene all'età di due mesi in uno spettacolo organizzato dal padre. Seguendo la sua aspirazione artistica, si trasferì a Londra e nel 1942 debuttò nel West End. Da allora partecipò attivamente alla vita teatrale della capitale, e nella sua carriera interpretò oltre centotrenta pellicole cinematografiche.

## Filmografia

### Cinema
- La pecora nera del signor ministro (Black Sheep of Whitehall), regia di Basil Dearden e Will Hay (1942)
- Went the Day Well?, regia di Alberto Cavalcanti (1942)
- Le vie del destino (The Courtneys of Curzon Street), regia di Herbert Wilcox (1947)
- Il mistero degli specchi (Corridor of Mirrors), regia di Terence Young (1948)
- La famiglia Dakers (My Brother Jonathan), regia di Harold French (1948)
- Accadde a Praga (The Blind Goddess), regia di Harold French (1948)
- Nebbie del passato (Portrait from Life), regia di Terence Fisher (1949)
- Alto tradimento (Conspirator), regia di Victor Saville (1949)
- Rivederti ancora (Madness of the Heart), regia di Charles Bennett (1949)
- Il paradiso delle donne (Maytime in Mayfair), regia di Herbert Wilcox (1949)
- Stupenda conquista (The Magic Box), regia di John Boulting (1952)
- Vendicherò il mio passato (The Long Memory), regia di Robert Hamer (1952)
- Appuntamento col destino (Turn the Key Softly), regia di Jack Lee (1953)
- La voce della calunnia (Personal Affair), regia di Anthony Pelissier (1953)
- Sposi in rodaggio (For Better, for Words), regia di J. Lee Thompson (1954)
- La grande rapina di Long Island (Tiger by the Tail), regia di John Gilling (1955)
- La ragazza dei miei sogni (One Good Turn), regia di John Paddy Carstairs (1955)
- L'astronave atomica del dottor Quatermass (The Quatermass Xperiment), regia di Val Guest (1955)
- Simone e Laura (Simond and Laura), regia di Muriel Box (1955)
- 999 Scotland Yard (Lost), regia di Guy Green (1956)
- Gli anni pericolosi (These Dangerous Years), regia di Herbert Wilcox (1957)
- Gli sfasati (The Entertainer), regia di Tony Richardson (1960)
- Una maniera d'amare (A Kind of Loving), regia di John Schlesinger (1962)
- L'anno crudele (Term of Trial), regia di Peter Glenville (1962)
- Improvvisamente, un uomo nella notte (The Nightcomers), regia di Michael Winner (1972)

### Televisione
- Robin Hood (The Adventures of Robin Hood) – serie TV, episodio 1x11 (1955)
- Il perduto amore (In Loving Memory) - serie TV, 36 episodi (1979-1986)
- Talking Heads: A Cream Cracker Under The Settee (1987)
- Talking Heads: Waiting For The Telegram (1998)
- Lost for Words (1999)

## Premi e riconoscimenti

### British Academy Television Awards
- 1989: - Miglior attrice per Talking Heads: A Cream Cracker Under The Settee
- 1999: - Miglior attrice per Talking Heads: Waiting For The Telegram
- 2000: - Miglior attrice per Lost for Words